# Bernd Heesen
Bernd Heesen (* 9. März 1964 in München) ist ein deutscher Professor für Wirtschaftsinformatik und Wirtschaftspsychologie an der Fakultät Wirtschaft der Hochschule Ansbach.

## Leben
Heesen studierte Wirtschaftsinformatik an der Technischen Universität Darmstadt. Nach Abschluss seines Studiums war er elf Jahre in der Unternehmensberatung tätig, davon sieben Jahre in den USA. Zuletzt war er Präsident der SAP SI Amerika. Im Jahr 2004 promovierte Heesen an der University of Phoenix zu dem Thema Diffusion of innovations: Factors predicting the use of E-Learning at institutions of Higher Education in Germany. Im gleichen Jahr erhielt er den Ruf an die Hochschule Ansbach.
Mit Einführung des Bachelorstudiengangs Wirtschaftsinformatik wurde Heesen Leiter des Studienschwerpunkts „Betriebliche Anwendungen“. Der Schwerpunkt der Lehre und Forschung sind Business Intelligence und Künstliche Intelligenz.
Seit 2006 wird der Studiengang International Management für Spitzensportler angeboten, den Heesen ins Leben gerufen hat. Im Dezember 2008 wurde die Hochschule Ansbach vom Deutschen Olympischen Sportbund (DOSB) für diese Initiative als Hochschule des Spitzensports 2008 ausgezeichnet und in 2009 erhielt Heesen dafür den Bayerischen Sportpreis mit einer Laudatio seiner Studierenden Kati Wilhelm.

## Aktuelle Werke
- Effective Strategy Execution: Business Intelligence using Microsoft Power BI (Management for Professionals), 3. Auflage. Springer Verlag, 2024 Berlin, ISBN 978-3-662-68806-9
- Künstliche Intelligenz und Machine Learning mit R: Anwendungen im Bereich Business Analytics, 1. Auflage. Springer-Gabler Verlag, 2023 Wiesbaden, ISBN 978-3-658-41575-4
- Data Science und Statistik mit R: Anwendungslösungen für die Praxis, 1. Auflage. Springer-Gabler Verlag, 2021 Heidelberg, ISBN 978-3-658-34824-3
- Wissenschaftliches Arbeiten: Methodenwissen für Wirtschafts-, Ingenieur- und Sozialwissenschaftler, 4. Auflage. Springer-Gabler Verlag, 2021 Heidelberg, ISBN 978-3-662-62547-7

## Auszeichnungen
- Im Juni 2009 wurde Heesen mit dem Bayerischen Sportpreis 2009 (Bayerischer Sportpreis) in der Kategorie "Innovation im Sport" für sein Engagement ausgezeichnet.[4]
- Im Juni 2000 wurde Heesen mit seiner Unternehmensberatung "Prescient Consulting" in den USA von Entrepreneur Magazine[5] und Dun & Bradstreet als eines der "HOT 100" schnellst wachsenden Unternehmen in Amerika ausgezeichnet.[6]